# Eibiswald
Eibiswald (słoweń. Ivnik) – gmina targowa w Austrii, w kraju związkowym Styria, w powiecie Deutschlandsberg. Według Austriackiego Urzędu Statystycznego liczyła 6592 mieszkańców (1 stycznia 2016).